# 伊豆箱根鉄道1300系電車
伊豆箱根鉄道1300系電車（いずはこねてつどう1300けいでんしゃ）は、伊豆箱根鉄道駿豆線用の通勤形電車である。

## 概要
老朽化が進行した1100系（元西武701系）の代替目的で、西武鉄道より新101系を譲り受けたものである。譲渡に際しては西武車両において各種改造を施工した上で入線し、2008年（平成20年）12月14日より営業運転を開始した。2024年（令和2年）2月現在、3両編成2本が在籍する。

### 外観
譲渡に際しては、4両編成と2両編成を組み合わせて、クモハ1300形 - モハ1400形 - クハ2200形から構成される3両編成を組成した。先頭車前面には排障器（スカート）が設置された。一方、転落防止幌は撤去され、台座のみが残存している。その他車体周りには目立った改造は施工されていないため、塗装を除く外観については比較的原形を保っている。
車体塗装は従来車と同様、白地に「ライオンズブルー」と呼ばれる青帯を巻いたものであるが、側面青帯部分については従来車が太帯と細帯を組み合わせた2本帯であったのに対し、本系列では太帯1本のみと若干簡略化されたものとなった。また、客用扉は西武在籍当時と同様にステンレス無塗装とされている。前面は新101系の特徴である運転席周りのブラックフェイスを踏襲し、左右窓上には種別表示器および行先表示器がそれぞれ設置されている。
なお、行先表示器には駿豆線初となる英字表記が追加された。また、3000系第6編成（最終編成）に設置されている側面行先表示器は西武在籍当時と同様に設置されていない。運用開始当初、種別表示器は7000系とは異なり種別を表示せず白地無表示とされていたが、2010年4月1日にワンマン運転が開始されて以降、種別表示器に「ワンマン」表示を掲出するよう変更された。

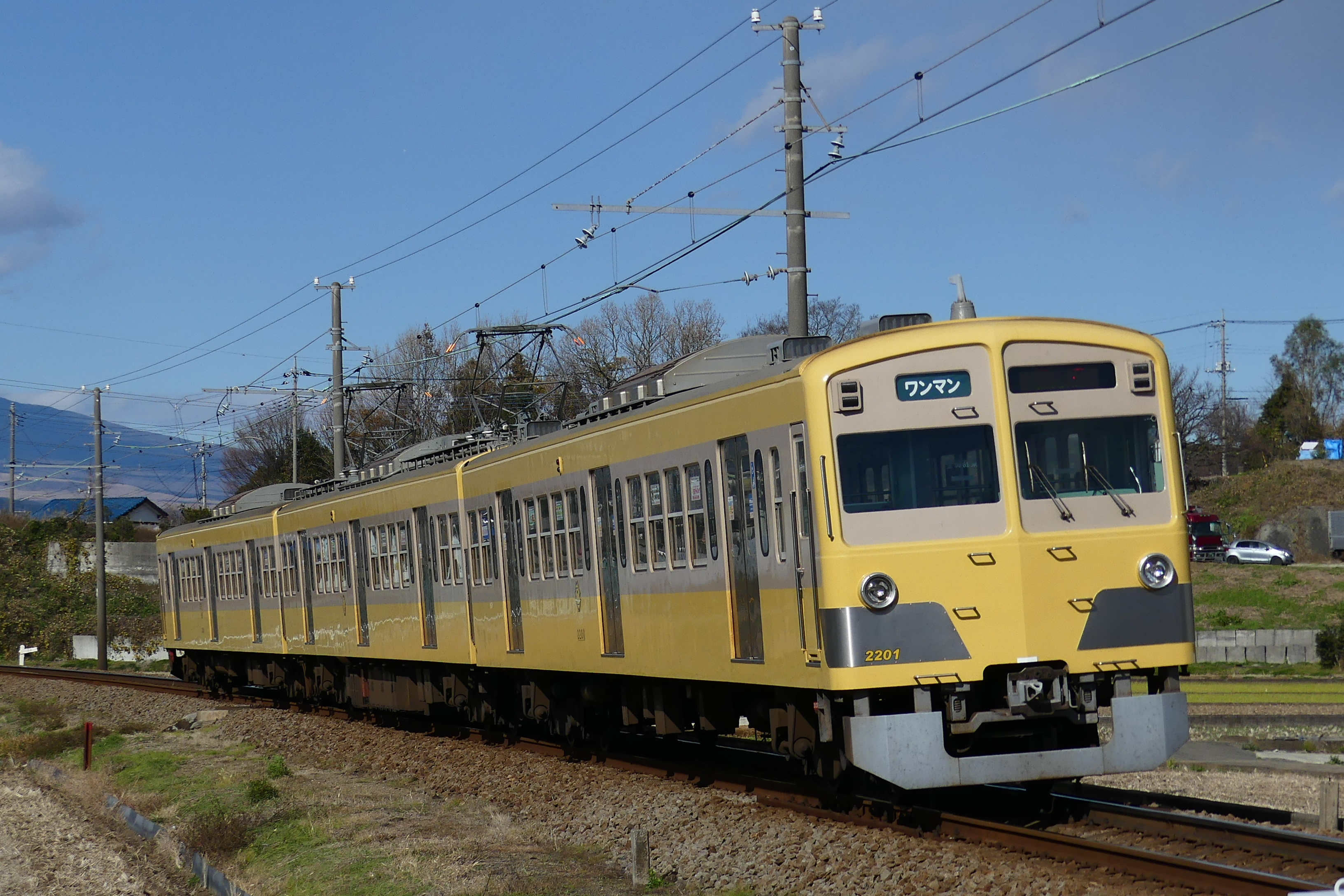
イエローパラダイストレイン

2016年12月10日から、1301編成は、新101系の落成当初の塗装を再現した「イエローパラダイストレイン」として運転されている。2017年からは、「反射炉ビヤガー電車」「ハロウィン電車」などのイベント列車には本編成を優先的に充当している。イベント列車運用時は、開催日の約2週間前からヘッドマーク装着や側窓へのステッカー貼付を実施するケースが多くなっている。2023年11月8日から2024年1月20日まで実施の3000系3506編成「HAPPY PARTY TRAIN」の検査入場に伴い、2023年12月から同車に代わって黒澤ダイヤのバースデーヘッドマークを装着して運転した。
2024年2月9日〜27日まで、同系2201編成を対象に「川柳電車」を運転。ヘッドマークを掲出のほか、公募による川柳の入選作品を車内に展示。

### 主要機器
基本的に西武在籍当時から変化はなく、主電動機はHS-22436-03RB、主制御器は電動カム軸式MMC-HTB-20Eと、いずれも日立製作所製のものを搭載する。台車は電動車が住友金属工業製ペデスタル式空気ばね台車FS372、制御車が同FS072である。なお、電動空気圧縮機 (CP) 等の補機については種車が2両編成の制御電動車であったことから、入線に際して換装による出力増強が行われた。パンタグラフは東洋電機製造製PT4320Sを中間電動車に2基搭載している。制動装置は発電制動併用電磁直通空気制動 (HSC-D) である。

その他、譲渡に際してワンマン運転関連の機器が追加され、運転台にワンマン・ツーマン切替スイッチ、戸閉め放送スイッチが新設されている。また同時に各車両の各客用ドアには車両・ドア位置案内プレートが、各車両の車端部（外側も含む）には号車番号表記が貼付けられた。号車表記は修善寺側から1号車・2号車・3号車となっている。

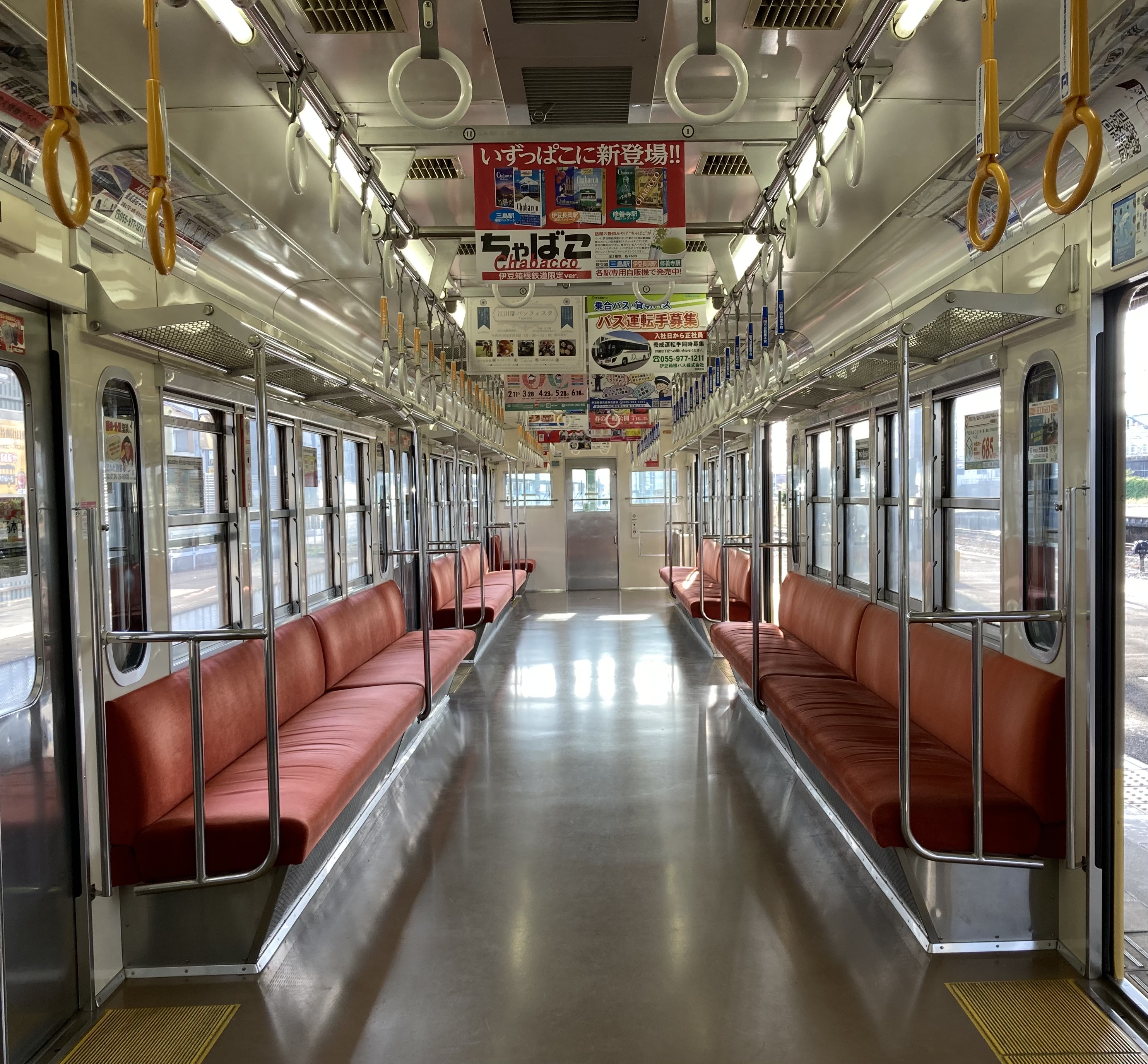
車内（2023年4月）
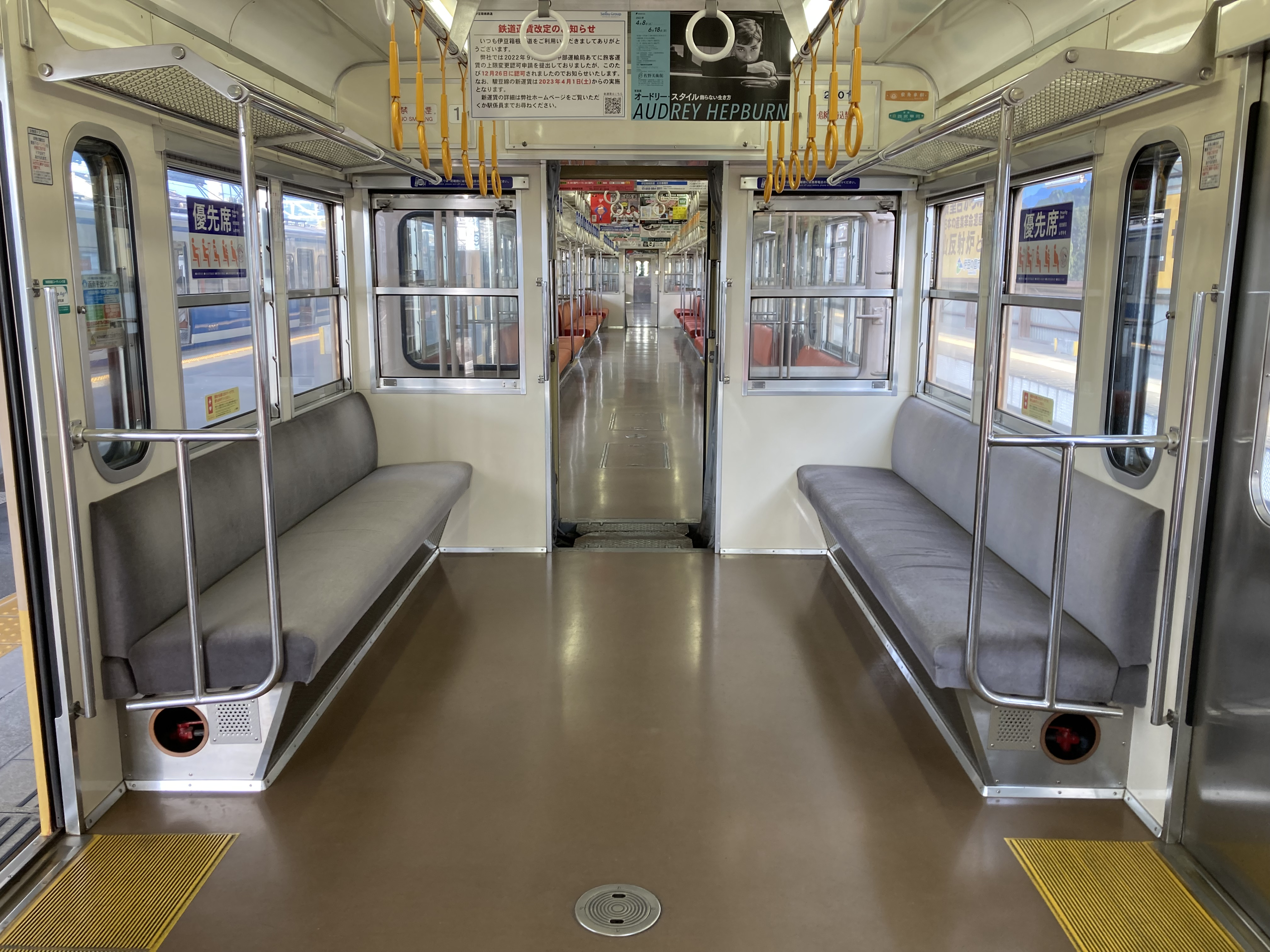
優先席（2023年4月）
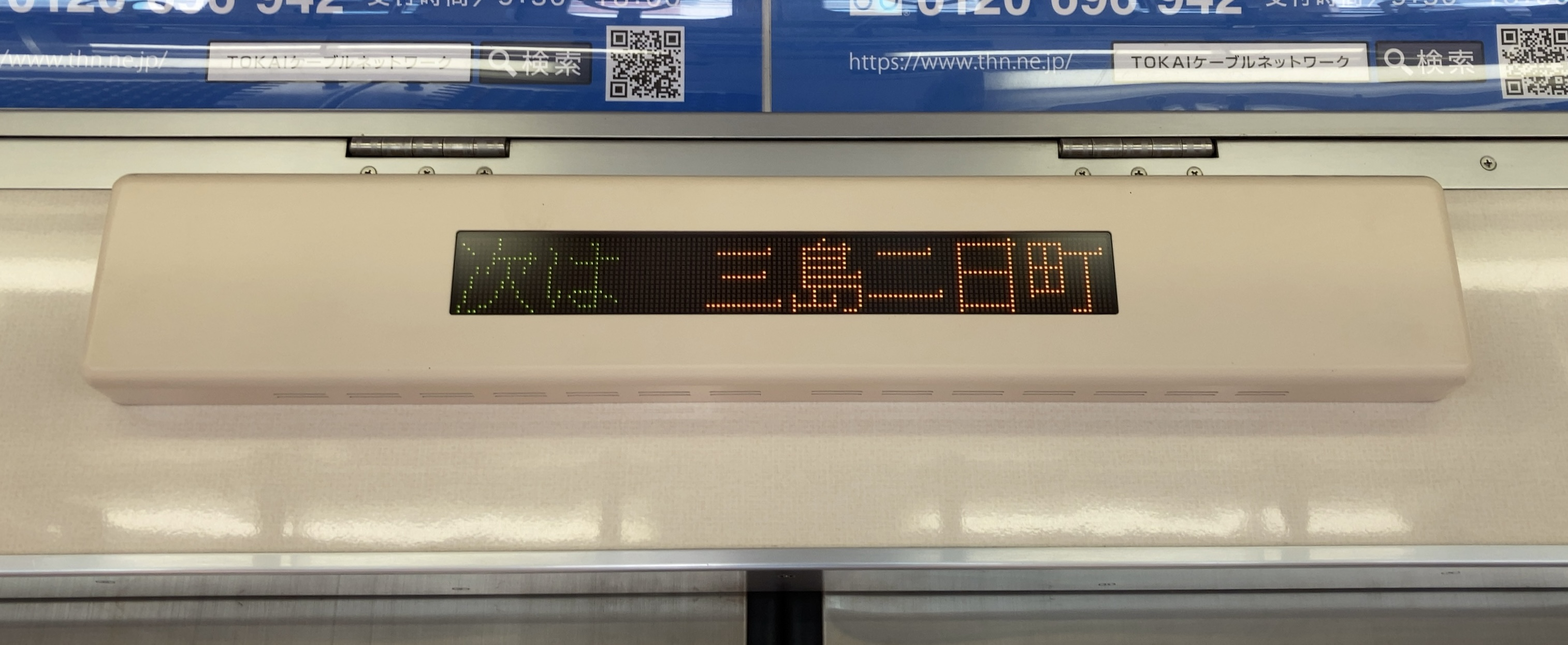
案内表示器（2023年4月）
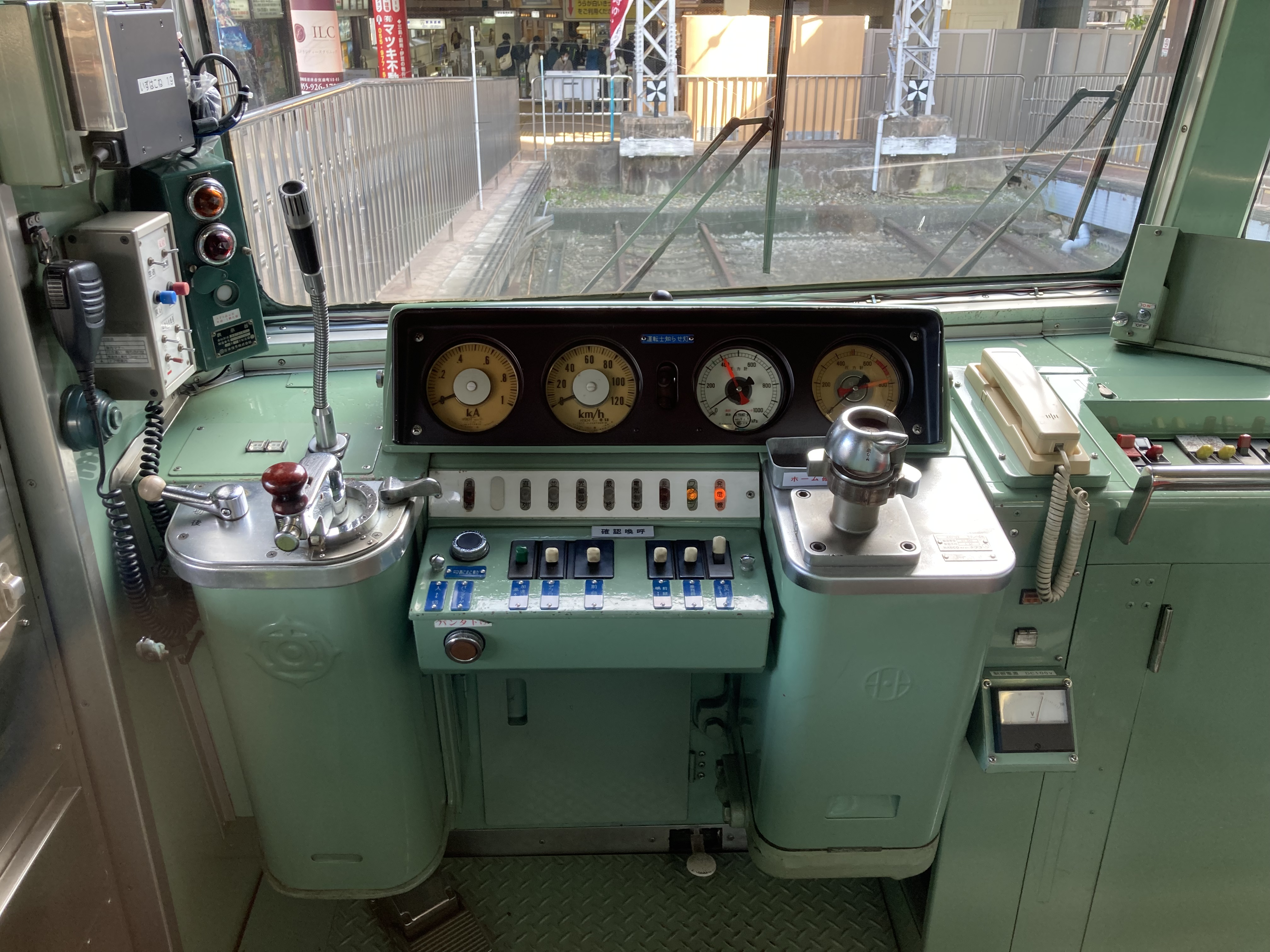
運転台

### 内装
座席配置は西武在籍当時同様オールロングシートである。譲渡に際しては化粧板張替え等改修が施工され、カラースキームが西武2000系更新車と同様とされたほか、座席間にスタンションポールが新設された。連結面には貫通扉はない。客用扉上部鴨居部分には発光ダイオード (LED) 式車内案内表示器が千鳥式に設置されている。また、駿豆線車両では初採用となる客用扉開閉時に鳴動するチャイムが設置され、扉開閉アナウンスは運転士が流している。

## 編成・車歴
|                            | ← 三島修善寺 →     | ← 三島修善寺 →   | ← 三島修善寺 →    | 竣工年度 | 製造年             |
| 号車番号                   | 3                  | 2                | 1                 | 竣工年度 | 製造年             |
| 形式                       | クモハ1300 (Mc)    | モハ1400 (M')    | クハ2200 (Tc)     | 竣工年度 | 製造年             |
| 車両番号 （ ）内は西武時代 | 1301 （クモハ284） | 1401 （モハ235） | 2201 （クハ1235） | 2008年   | 1979年（昭和54年） |
| 車両番号 （ ）内は西武時代 | 1302 （クモハ292） | 1402 （モハ237） | 2202 （クハ1237） | 2009年   | 1979年（昭和54年） |

## 臨時列車
入線後は定期列車の他に臨時列車にも何度か充当されている。当系列を使用した臨時列車は以下の通り。
- 2010年8月27日、9月3日、2011年8月6日、8月20日、9月3日、2012年7月27日、8月10日、8月24日、9月7日、2019年8月9日、8月30日運転 - 反射炉ビヤガー電車[注釈 6]
  - 伊豆の国市韮山の地ビール「反射炉ビヤ」が飲み放題。
  - 2011・2012年の同電車は、東北地方太平洋沖地震（東日本大震災）及び福島第一原発事故に伴う電力使用制限令を逆に利用して、車両冷房を使用せずに側面窓を開放して運転した。また、2011年は車内販売のおつまみも、一部は被災地産の材料が使用された[5]。
  - 2011年9月3日は、当初は「ありがとう1100系」の一環として1100系を使用する計画だったものが、都合により変更された。[6]
  - 2017年7月21日、7月28日、2018年8月10日、8月31日、2019年8月9日、8月30日は、1301編成「イエローパラダイストレイン」が使用された。
- 2010年11月19日、11月26日、2011年11月19日、11月26日運転 - 中伊豆ワイン列車（中伊豆産のワインと各種料理が飲食できる列車。2011年11月19日は、修善寺を基点に三島まで一往復運転した）[7]

- 2011年（平成23年）2月18日、2月25日、2018年（平成30年）3月9日、3月16日、2019年（平成31年）3月15日、3月20日運転 - 日本酒電車「イズシカトレイン」（伊豆産の日本酒と鹿料理などが飲食できる。当初は2020年〈令和2年〉3月6日、3月13日にも運行の予定だったが、新型コロナウイルス感染症の拡大を考慮して運行が中止された）[8]

- 2016年7月8日、2017年9月15日、2018年7月20日、2019年7月19日、7月20日運転 - チューハイトレイン「ハイリキ電車」（2003年まで伊豆の国市大仁に所在した東洋醸造が製造したチューハイ「ハイリキ」(現在はアサヒビールが販売)が飲み放題）。
  - いずれも事前予約制で、定員は90名又は120名（未成年者は乗車不可）。運行区間は三島 - 修善寺間一往復が基本。2018年の「イズシカトレイン」から、ローソンチケットにチケット発券業務を委託。WEB又はローソン・ミニストップ店舗に有る端末「Loppi」での購入となる。チケット購入後の払い戻し、キャンセルは不可能となっている。

- 2017年・2018年11月23日運転 - 「いずはこねふれあいフェスタ」（三島市主催の「三島フードフェスティバル」とコラボしたイベント列車。2017年は1302編成、2018年は「イエローパラダイストレイン」を使用。大場 - 三島田町を主な運転区間として、両年とも、昼間の１往復は女子鉄アナウンサー・久野知美とホリプロマネージャー・南田裕介が車掌役で乗務した[9]。

- 2019年（平成31年）4月6日運転 - 「伊豆の国いちご電車」（2019年4月 - 6月に実施の「静岡DC」開催にあわせ、伊豆の国市DC実行委員会が企画[10]。車内で「いちご尽くしのおもてなし」や「いちごを使ったパフェ作り」などのイベントを実施。尚、チケットは2019年3月3日に発売開始も翌日の3月4日に完売した）[11]。

- 2019年（令和元年）6月29日運転 - 「いずっぱこ よしもとお笑い電車」（沼津ラクーンよしもと劇場とのコラボ企画で、よしもとクリエイティブ・エージェンシー所属のお笑い芸人と貸切電車に同乗して、ライブの観覧や大場工場の引込み線入線などのイベントを実施[12]。5月30日から車掌姿のEXIТと鈴川絢子をあしらったヘッドマークを「イエローパラダイストレイン」に装着して運転。尚、チケットは5月中に完売。キャンセル発売などの取扱も無し）[13]

- 2022年（令和4年）5月13日運転 - 「韮山反射炉茶の庵 お茶エール電車」（静岡県が事務局を務める第8回世界お茶まつり実行委員会が主催する「世界お茶まつり2022 春のお茶まつりウィーク」のプログラムのひとつ「O-CHA旅@沿線」で、静岡県内の5私鉄において、沿線のお茶を愉しめる企画をそれぞれ開催。当企画は、電車内で蔵屋鳴沢が提供する反射炉ビヤの「お茶エール」やほうじ茶IPA等の飲み物、お茶を使った特製おつまみセットを楽しめる、お茶づくしの内容となっている）[14]。

## 電車操縦体験
三島市のふるさと納税の謝礼品として、本系列を使用した操縦体験が実施されている。大場工場の線路約70mを２往復するもので、５km/h以下での運転となる。体験運転終了後に電車体験操縦修了証、手袋、伊豆箱根鉄道関連グッズがプレゼントされる。尚、このイベントでの動画撮影は禁止となっている。